# Hock Bertalan (orgonaművész)
Hock Bertalan (Budapest, 1953–) magyar orgonaművész.

## Élete
A középiskola elvégzése után erősáramú villamosmérnöki oklevelet szerzett, majd két évig a Ganz Villamossági Művek transzformátor-tervező mérnökeként dolgozott.
A Műszaki Főiskola mellett orgonatanulmányait Baróti Istvánnál kezdte. Tanítványaként, éveken keresztül részt vehetett az Esztergomi Főszékesegyház romos nagy Mooser–orgona maradványainak feltárásában és megszólaltatásában. Az elméleti alapokat is itt tanulta meg. A Zeneakadémián Gergely Ferencnél folytatta tanulmányait, és ezzel egyidőben került a Budavári Mátyás-templomba orgonistának, ahol a Rieger nagyorgona felmérését és 1983-ban a felújítás tervezői-szakértői munkáját végezte. Azóta is a templom művész- orgonistájaként dolgozik.
Az orgonaművészi diploma után a Weimari Zeneakadémián ösztöndíjasként tanult tovább Rainer Böhme professzornál. Gerhard Böhm gothai orgonaépítő műhelyében a kézműves fogásokkal is megismerkedett.
Európa-szerte koncertező orgonaművészként alkalma volt a hangszerekbe betekinteni, felméréseket, összehasonlító tanulmányokat végezni, valamint megismerhette az orgonaépítés és restaurálás gyakorlatát.
1989 óta a budapesti Solti György Zeneiskola orgona- és hangszerismeret tanára.
1993-ban az Országos Magyar Cecília Egyesület megbízottjaként részt vett az országos orgonás műemléki konferencián. Az itt elfogadott irányelvek kidolgozásának aktív részese volt. 1995 óta az új orgonák tervezése mellett számos műemlék orgona restaurálásánál végez szakértői munkát.